# Планеты земной группы

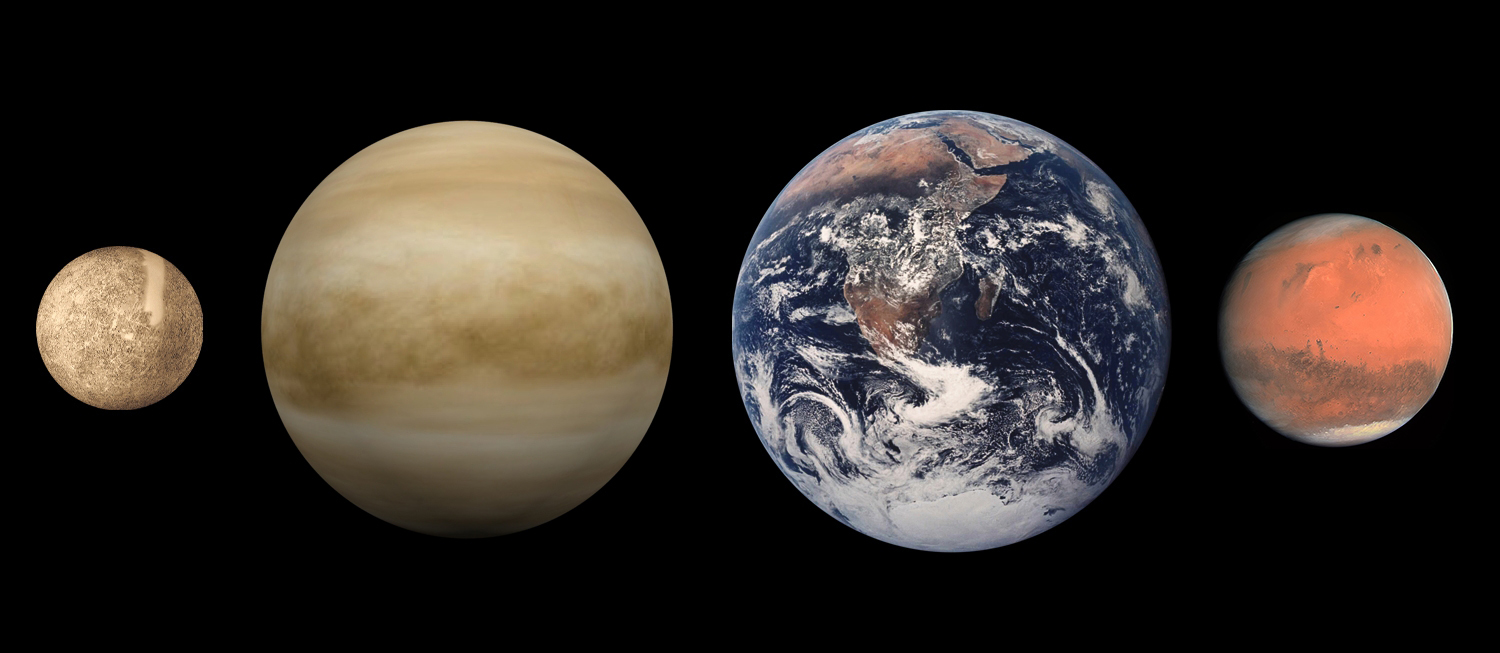
Сравнительные размеры планет земной группы

Планеты земно́й гру́ппы — четыре планеты Солнечной системы: Меркурий, Венера, Земля и Марс. Расположены во внутренней области Солнечной системы, в отличие от планет-гигантов, расположенных во внешней области. Внешнюю и внутреннюю часть Солнечной системы разделяет пояс астероидов. Согласно ряду космогонических теорий, в значительной части внесолнечных планетных систем экзопланеты тоже делятся на твердотельные планеты во внутренних областях и планеты-гиганты — во внешних. По строению и составу к планетам земной группы близки некоторые каменные астероиды, например, Веста.

## Основные характеристики
Планеты земной группы обладают высокой плотностью и состоят преимущественно из силикатов (мантия) и железа (ядро) (в отличие от планет-гигантов и каменно-ледяных карликовых планет, объектов пояса Койпера и облака Оорта). Луна имеет похожее строение, но с ме́ньшим ядром. Наибольшая планета земной группы — Земля — более чем в 14 раз уступает по массе наименее массивной газовой планете — Урану, но при этом примерно в 400 раз массивнее наибольшего известного объекта пояса Койпера.
Планеты земной группы состоят главным образом из кислорода, кремния, железа, магния, алюминия и других тяжёлых элементов.
Все планеты земной группы имеют следующее строение:
- В центре ядро из железа с примесью никеля.
- Мантия состоит из силикатов.
- Кора, образовавшаяся в результате частичного плавления мантии и состоящая также из силикатных пород, но обогащённая несовместимыми элементами. Земля отличается от других планет земной группы высокой степенью химической дифференциации вещества и широким распространением гранитов в коре.

Две из планет земной группы (самые далёкие от Солнца — Земля и Марс) имеют спутники. Ни одна из них (в отличие от всех планет-гигантов) не имеет колец.

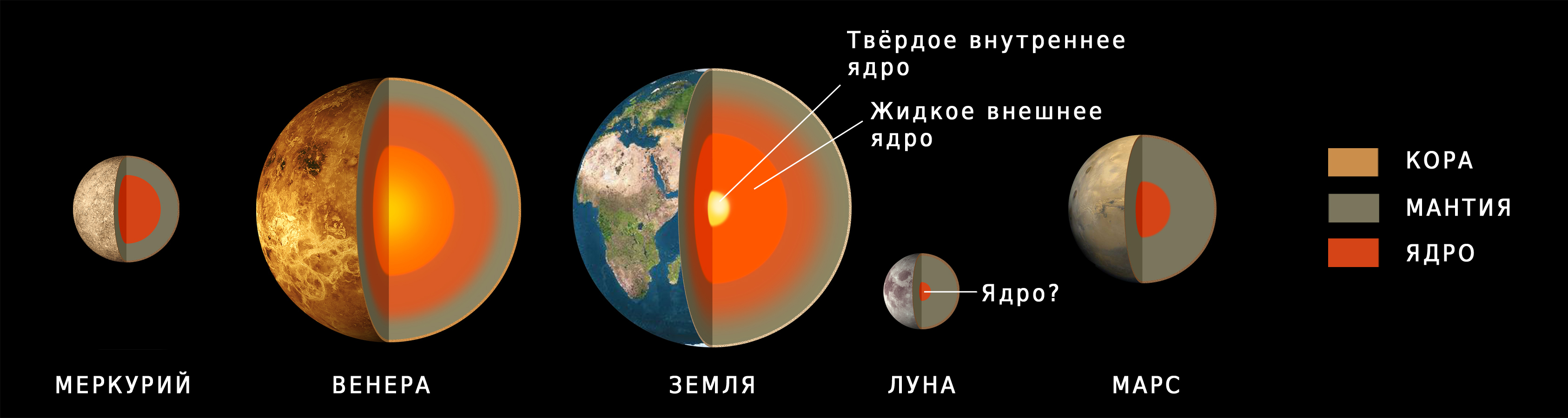
Сравнение строения Луны и планет земной группы

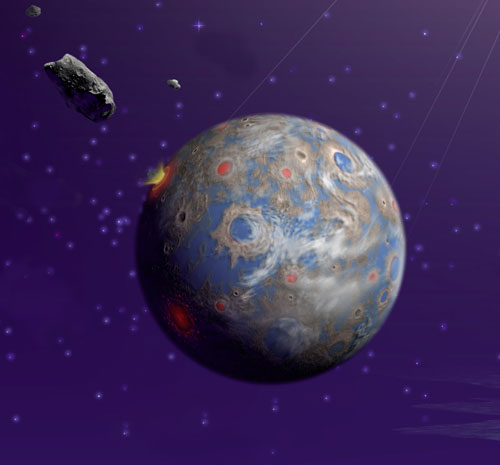
Планета земного типа в процессе формирования (рисунок художника)

## Экзопланеты земного типа

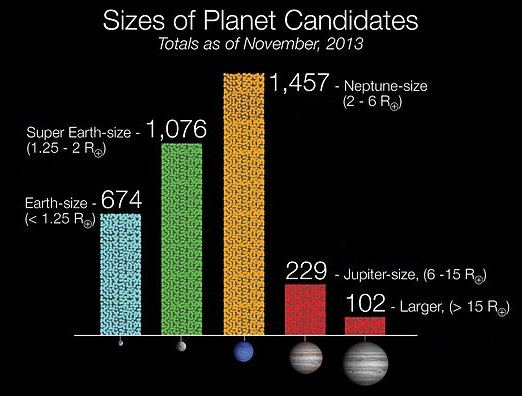
Размеры кандидатов в планеты, открытых телескопом «Кеплер» на 2013 год

### История открытия
Первые открытые экзопланеты были в основном газовыми и ледяными гигантами, так как из-за больших масс и размеров их легче всего открыть. Однако, со временем стали открываться и другие планеты, характеристики которых больше похожи на земные. В основном это суперземли.
Первые открытые в 1988 году суперземли находились у пульсара PSR 1257+12: это три планеты, имеющие массы в 0,02, 4,3 и 3,9 масс Земли. Первая из этих трёх планет до сих пор имеет наименьшую известную массу. Следующие землеподобные планеты были открыты только в 2005 году: Глизе 876 d и OGLE-2005-BLG-390L b. Их массы равны, соответственно, 7—9 и 5,5 масс Земли.
Считается, что землеподобные планеты наиболее благоприятны для возникновения жизни, поэтому их поиск привлекает пристальное внимание общественности. Так, в декабре 2005 года учёные из Института космических наук (Пасадена, Калифорния) сообщили об обнаружении похожей на Солнце звезды, вокруг которой предположительно формируются скалистые планеты. В дальнейшем были обнаружены планеты, которые лишь в несколько раз массивнее Земли и, вероятно, должны иметь твёрдую поверхность.
После уточнения космическим телескопом Gaia данных о расстоянии до 130 млн звёзд и их светимости, из 30 и землеподобных и потенциально обитаемых экзопланет, найденных телескопом Kepler, статус землеподобных миров, находящихся в зоне обитаемости в 2018 году сохранили 12 планет (по самым оптимистичным оценкам) или 2 планеты (по самым пессимистичным оценкам).

### Классификация

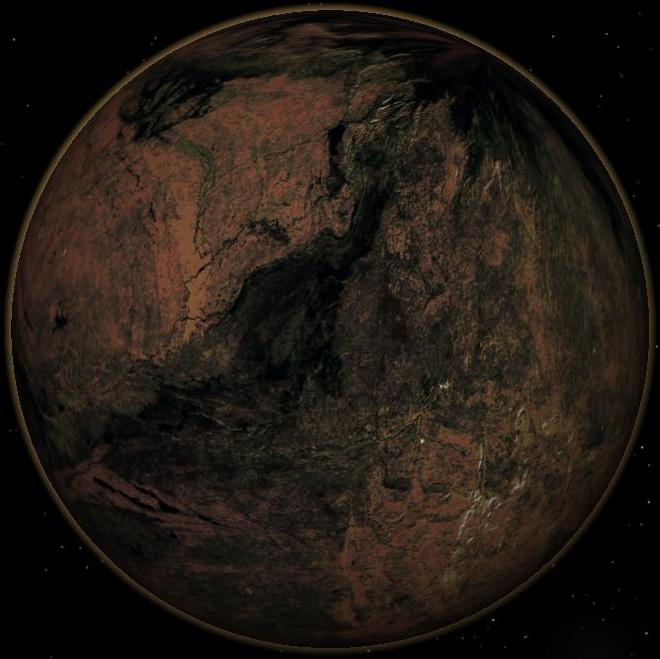
Художественное изображение углеродной планеты

Землеподобные планеты классифицируют следующим образом:
- Железные планеты — гипотетический тип планет, состоящих полностью или практически полностью из железа, и не имеющих мантии. В Солнечной системе к такому типу планет ближе всего Меркурий[10][11]: по разным оценкам, масса его ядра составляет 60—70 % его массы. Считается, что такие планеты образуются в частях протопланетного диска, близких к звезде, и содержащих много железа[12].
- Силикатные планеты — тип планет, имеющих силикатную мантию и железное ядро. К ним относятся планеты земной группы в Солнечной системе.
- Безъядерные планеты — гипотетический тип планет, не имеющих металлического ядра. Они являются противоположностью железным планетам. В Солнечной системе нет таких планет, однако, в ней встречаются хондриты и различные астероиды, не имеющие в составе железа. Такие планеты образуются в удалённых от звезды областях протопланетного диска, где железа мало.
- Углеродные планеты — гипотетический тип планет, имеющих железное ядро и углеродистую мантию. В Солнечной системе нет таких планет, но астероиды класса C по составу близки к таким объектам.